# Trigonophora
Trigonophora é um gênero de traça pertencente à família Arctiidae.